# Anisa (Vorname)
Anisa ist ein weiblicher Vorname.

## Herkunft und Bedeutung
Anisa ist die weibliche Form des arabischen Namens Anis und bedeutet „angenehme Freundin“ und auch junge Dame/Fräulein.

## Varianten
Im französischen Sprachraum sind, zur Verdeutlichung der korrekten Aussprache, die Varianten Anissa und Anyssa gebräuchlich.

## Namensträgerinnen
- Anisa Guajardo (* 1991), US-amerikanisch-mexikanische Fußballspielerin
- Anisa Machluf (1930–2016), syrische Präsidentengattin
- Anisa Rola (* 1994), slowenische Fußballspielerin